# Сельское поселение Туарма
Сельское поселение Туарма (чув. Тӑварӑм ял тӑрӑхӗ) — муниципальное образование в Шенталинском районе Самарской области.
Административный центр — село Туарма.

## Административное устройство
В состав сельского поселения Туарма входят:
- село Аксаково,
- село Туарма,
- деревня  Баландаево,
- посёлок Нагорный,
- посёлок Нижняя Туарма,
- посёлок Толчеречье.